# Oecetis alexanderi
Oecetis alexanderi är en nattsländeart som beskrevs av Kumanski in Kumanski och Malicky 1976. Oecetis alexanderi ingår i släktet Oecetis och familjen långhornssländor. Inga underarter finns listade i Catalogue of Life.